# Programa espacial dos Estados Unidos
O Programa espacial dos Estados Unidos designa o programa de exploração espacial executado pelos EUA, que inclui o desenvolvimento e uso de foguetes, espaçonaves, satélites de comunicação, meteorológicos, espiões e sondas interplanetárias. Constitui dentre os programas espaciais existentes, aquele com o maior orçamento do mundo.

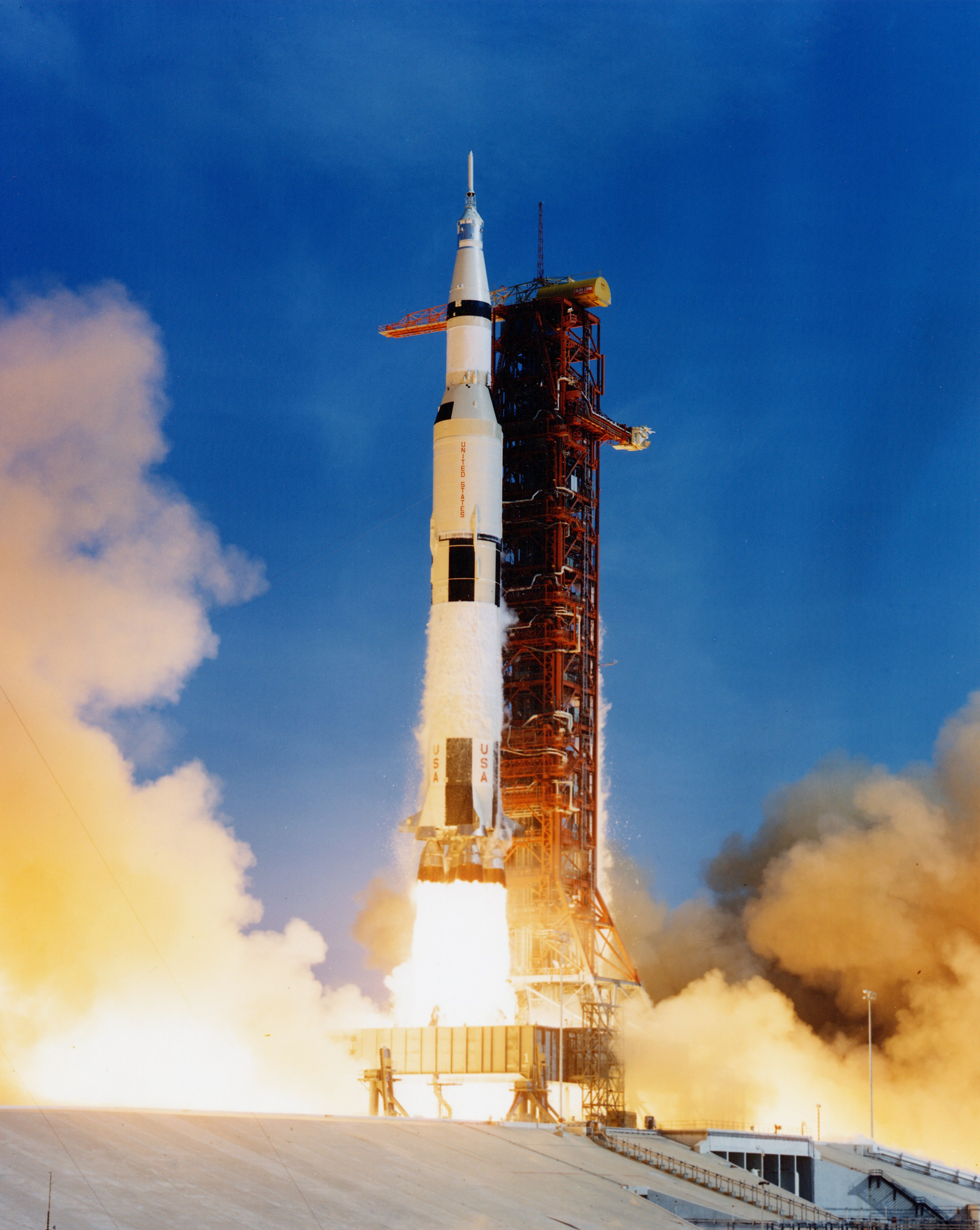
Lançamento do foguete Saturno V transportando o veículo espacial Apollo 11, a primeira nave tripulada a pousar na Lua.

## Motivação e início do programa
A partir do fim da Segunda Guerra Mundial, com o surgimento dos EUA como maior potência mundial e da URSS como seu rival, a disputa política, diplomática e militar entre ambos rapidamente generalizou-se para todos os campos, inclusive a exploração do espaço.
Devido aos primeiros sucessos da União Soviética no espaço, com o lançamento do primeiro satélite (Sputnik 1) e do primeiro homem no espaço (Yuri Gagarin), os EUA perceberam que teriam de aumentar seus esforços e investimentos nesta área se não quisessem ficar para trás. Causaram mais perplexidade ainda nos EUA os feitos iniciais dos soviéticos, pois havia opinião formada nos EUA que a URSS era um "país agrícola" e estava "destruída pela guerra".
Em famoso discurso em 1961, John F. Kennedy lançou o desafio de, antes que a década terminasse, "enviar homens a Lua e retorná-los a salvo".
No famoso discurso na Universidade Rice suas palavras foram: We choose to go to the moon. We choose to go to the moon in this decade and do the other things, not because they are easy, but because they are hard ("Nós decidimos ir à Lua. Nós decidimos ir à Lua nesta década e fazer as outras coisas, não porque elas sejam fáceis, mas porque elas são difíceis").
A partir de então, os EUA colocaram em marcha um ambicioso programa espacial tripulado que iniciou com o Projeto Mercury, que usava uma cápsula com capacidade para um astronauta em manobras em órbita terrestre, seguido pelo Projeto Gemini com capacidade para dois astronautas, e finalmente o Projeto Apollo, cuja espaçonave tinha capacidade de levar três astronautas e pousar na Lua.
Este objetivo foi atingido em 20 de julho de 1969, quando os astronautas da Apollo 11 pousaram na superfície lunar.
Particularmente importante para os EUA foi a aquisição de Wernher von Braun, um dos principais projetistas alemães da V-2, que participou ativamente do programa de mísseis balísticos dos EUA e depois dos primeiros passos do programa espacial estadunidense (tendo sido inclusive o líder da equipe que projetou o lançador Saturno V).

## Razões para o atraso inicial
Muito do atraso inicial do programa espacial dos EUA pode ser atribuído a um erro estratégico de investir inicialmente nos lançadores Vanguard, mais complexos e menos confiáveis que os lançadores Redstone (baseado nas antigas V-2 alemãs). Isto acarretou que a capacidade de lançamento estadunidense era de 5 kg no momento em que a Sputnik 1, de 84 kg mas com capacidade de 500 kg, fora recém-lançada pela União Soviética.
Mesmo assim, apenas quatro meses após o lançamento da Sputnik 1, os EUA responderam com seu primeiro satélite, o Explorer I, em 31 de janeiro de 1958, e logo depois com as Vanguard I, II e III.

## Criação da Nasa

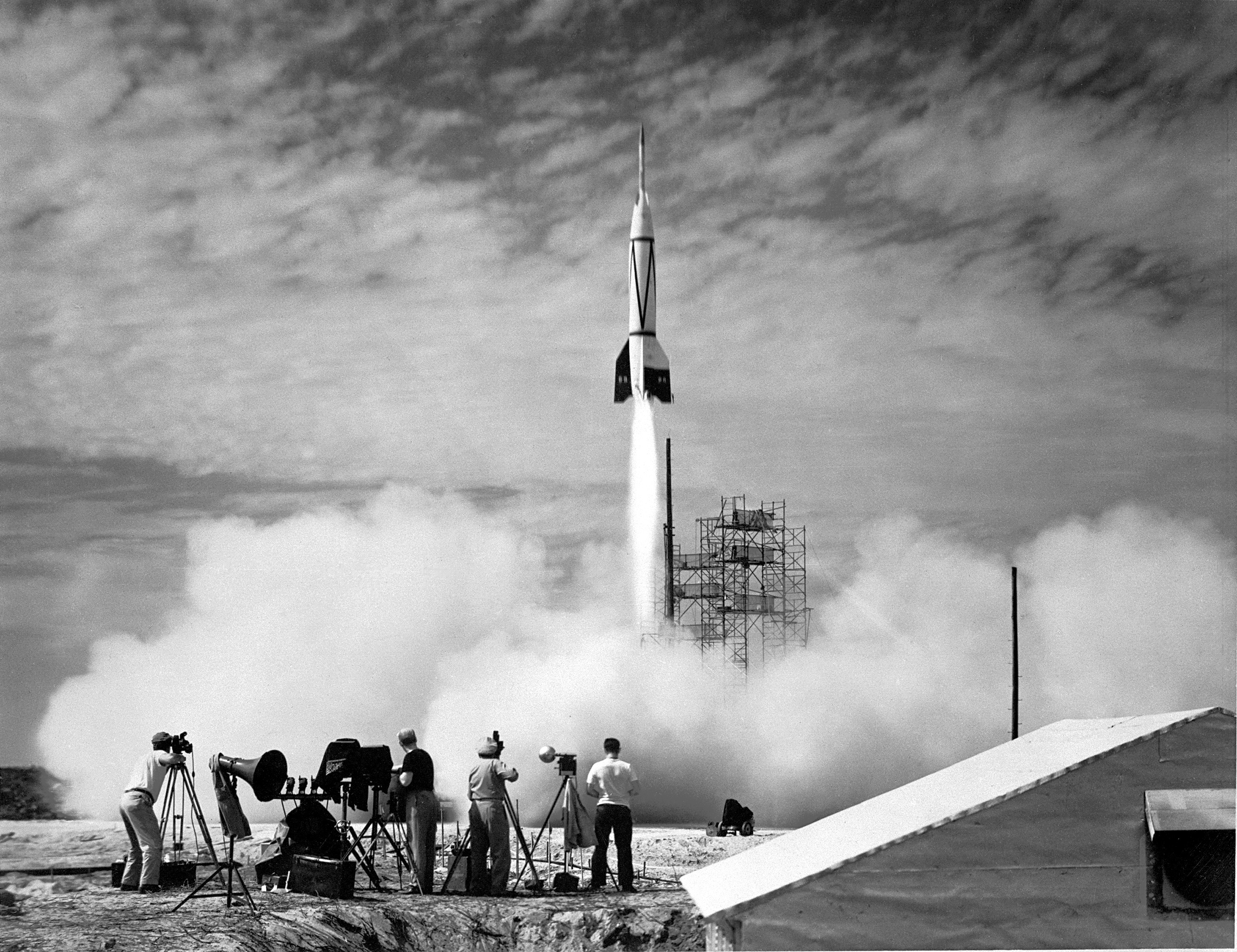
Lançamento de foguete Bumper 2 pelos EUA em julho de 1949 em Cabo Canaveral

Com a derrota da Alemanha na Segunda Guerra Mundial, os EUA e a URSS capturaram a maioria dos engenheiros que trabalharam no desenvolvimento da V-2 (veja também Operação Paperclip). Logo os EUA estariam lançando seus primeiros foguetes Bumper, baseados nas V-2.
Em julho de 1958 é criada pelo então presidente Dwight Eisenhower, a agência espacial dos EUA, Nasa, responsável por coordenar todo o esforço estadunidense de exploração espacial e administrar o programa espacial dos EUA.
Rapidamente os EUA enviaram diversos satélites artificiais e sondas para explorar outros planetas. Em 1959 foi lançado o Explorer 6 que depois serviu de alvo para teste arma ASAT (arma antissatélite, ver: Arma espacial). Por volta da metade da década de 1960 os EUA haviam lançado tantos satélites meteorológicos, de comunicações e espiões, que seria impossível relacioná-los todos em pouco espaço. Assim, destacamos a sonda Mariner 2, que pousou em Vênus em 1962, os 16 satélites Explorers e os 38 satélites de reconhecimento Discoverer.

## Projeto Mercury
Os voos tripulados do programa espacial dos EUA iniciaram com o Projeto Mercury, baseado em uma nave com capacidade para um astronauta e manobras em órbita da Terra.

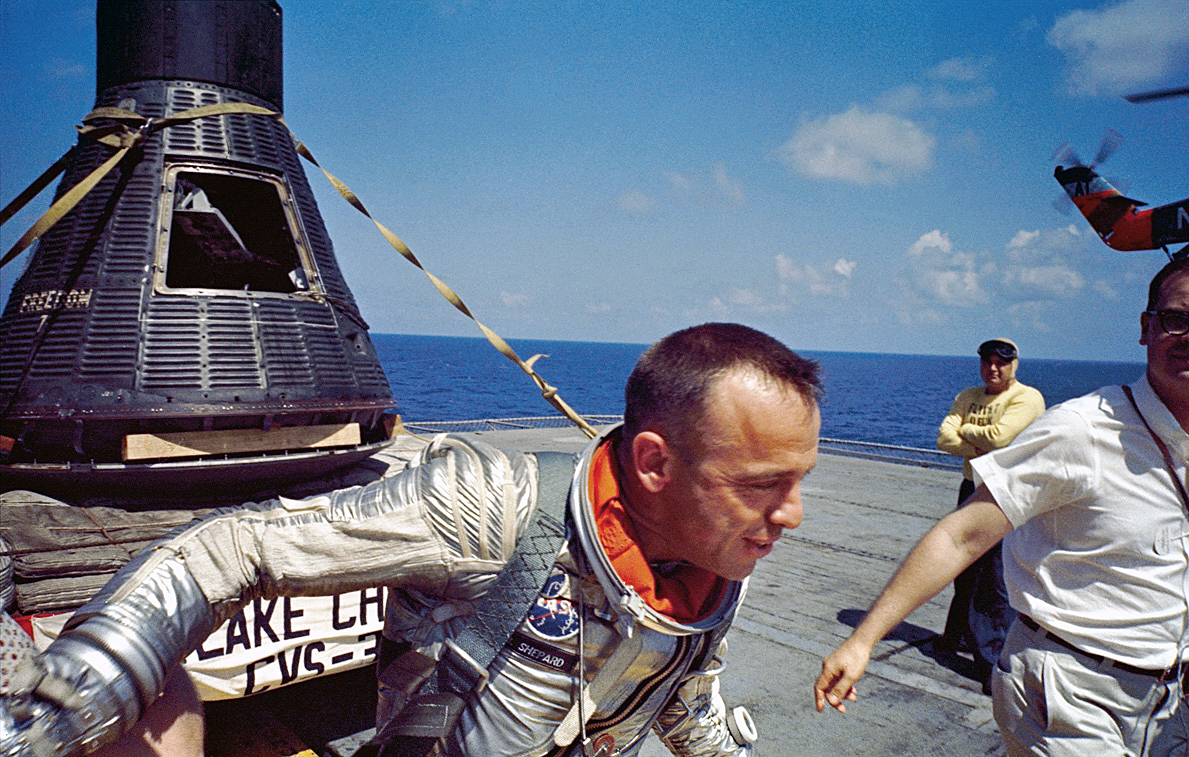
Alan Shepard após o pouso

Os voos tripulados do Mercury foram:
- Freedom 7 - 5 de maio de 1961 - Alan B. Shepard, Jr. - primeiro estadunidense no espaço, em voo sub-orbital de 15 minutos, usando um foguete Redstone;
- Liberty Bell 7 - 21 de julho de 1961 - Virgil Grisson - também voo sub-orbital usando um foguete Redstone;
- Friendship 7 - 20 de fevereiro de 1962 - John H. Glenn, Jr. - primeiro voo orbital tripulado dos EUA, usando um foguete Atlas;
- Aurora 7 - 24 de maio de 1962 - Scott Carpenter - a missão usou um foguete Atlas;
- Sigma 7 - 3 de outubro de 1962 - Walter M. Schirra, Jr. - usando o Atlas;
- Faith 7 - 15 de maio e 16 de maio de 1963 - Gordon Cooper - lançado por um foguete Atlas.

## Projeto Gemini

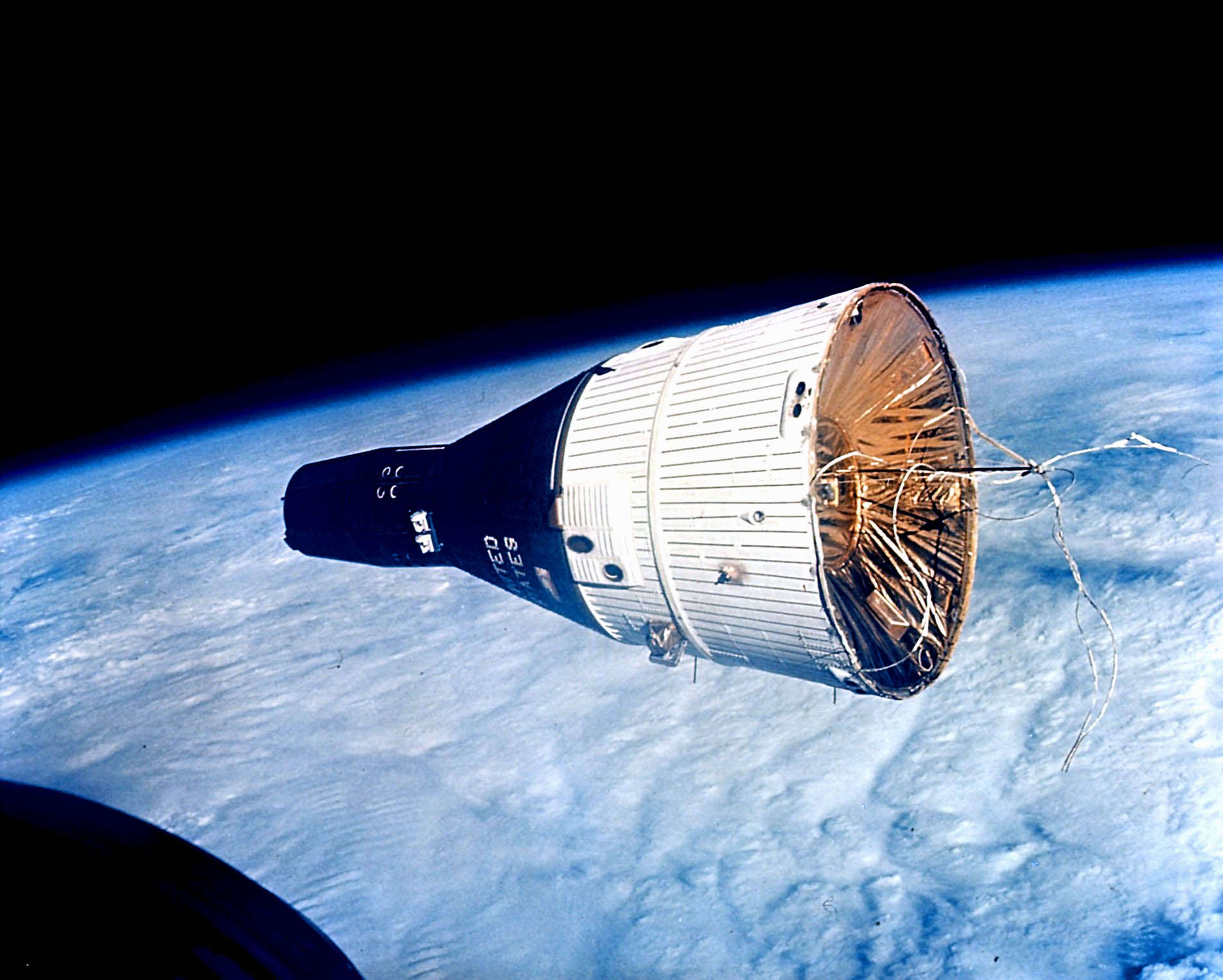
Nave Gemini em órbita

O segundo projeto tripulado da Nasa foi o Projeto Gemini, que consistia em uma nave com capacidade para dois astronautas e manobras em órbita da Terra. Os principais objetivos das missões Gemini eram testar a acoplagem em órbita e atividades extra-veiculares, duas habilidades consideradas necessárias para o pouso na Lua. O lançador usado no Projeto Gemini foi o foguete Titan. O Projeto Gemini também usou o estágio Agena, um veículo para treinamento de rendez-vous e acoplamento.
Houve doze voos no Projeto Gemini, dez deles tripulados, que ocorreram entre março de 1965 e novembro de 1966. As missões tripuladas do projeto foram:
- Gemini III (ou Molly Brown) - 23 de março de 1965 - Virgil Grisson e John Young - primeiro voo tripulado do Projeto Gemini (três órbitas)
- Gemini IV - 3 de junho até 7 de junho de 1965 - James McDivitt e Ed White - primeira atividade extraveicular estadunidense (White "caminhou no espaço" durante 22 minutos)
- Gemini V - 21 de agosto até 29 de agosto de 1965 - Gordon Cooper e Charles Conrad - testou manobras de rendez-vous (encontro em órbita)
- Gemini VI - 15 de dezembro e 16 de dezembro de 1965 - Walter M. Schirra, Jr. e Tom Stafford - primeiro rendez-vous com a Gemini VII
- Gemini VII - 4 de dezembro até 18 de dezembro de 1965 - Frank Borman e James Lovell - falhou a acoplagem com estágio Agena (veículo para treinamento de rendez-vous e acoplagem); acoplou com a Gemini VI; teste se humanos poderiam viver no espaço por 14 dias
- Gemini VIII - 16 de março de 1966 - Neil Armstrong e David Scott - primeira acoplagem com Agena; defeito quase ocasionou desastre e perda dos astronautas; primeiro pouso de emergência do programa espacial
- Gemini IX - 3 de junho até 6 de junho de 1966 - Tom Stafford e Eugene Cernan - três diferentes tipos de rendez-vous; 44 órbitas completadas
- Gemini X - 18 de julho até 21 de julho de 1966 - John Young e Michael Collins - primeiro uso dos sistemas propulsores da Agena; rendez-vous com veículo Gemini VIII; Collins fica 49 minutos em atividades extra-veiculares e 39 minutos para recuperar experimento na Agena
- Gemini XI - 12 de setembro até 15 de setembro de 1966 - Charles Conrad e Richard Gordon - recorde de altitude da Gemini (1.189,3 km); rendez-vous e acoplagem com Agena
- Gemini XII - 11 de novembro até 15 de novembro de 1966 - James Lovell e Edwin "Buzz" Aldrin - último voo do Projeto Gemini; Aldrin executa uma atividade extra-veicular de 5 horas

O projeto foi bem sucedido em seus objetivos de desenvolver a tecnologia e preparar os astronautas para as missões para a Lua.

## Projeto Apollo

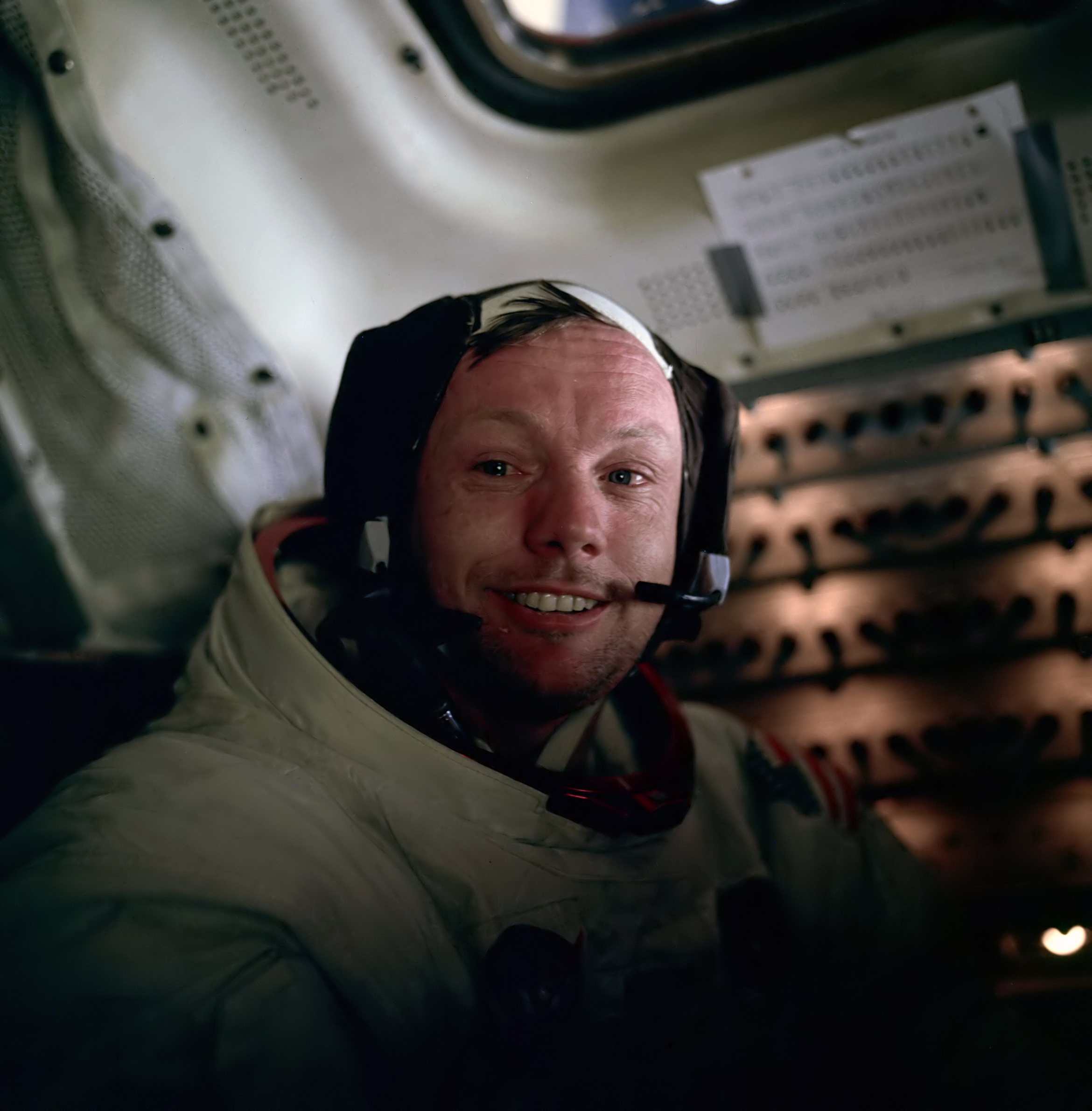
Neil Armstrong, o primeiro homem a pisar na Lua - Apollo 11

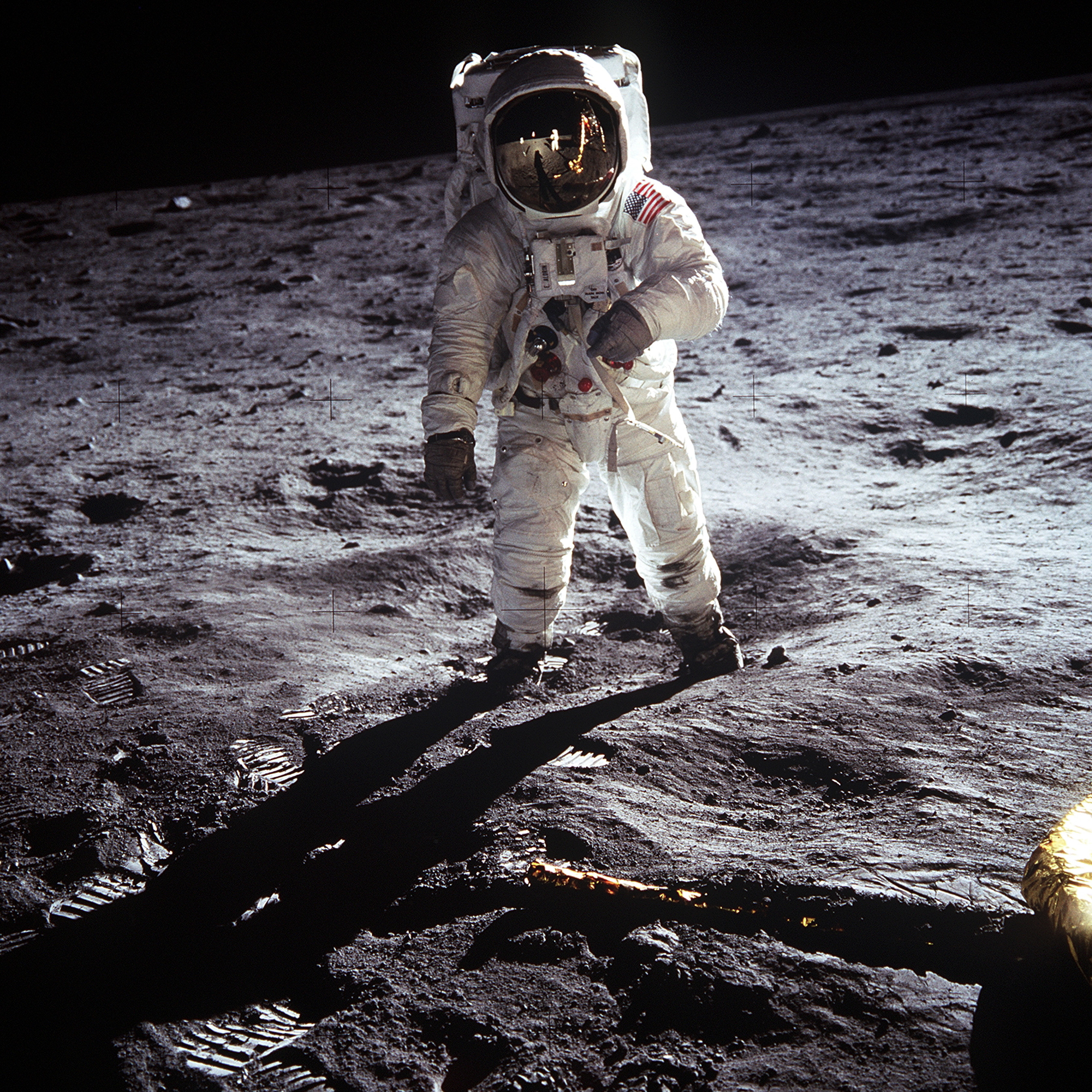
"Buzz" Aldrin fotografado por Neil Armstrong - Apollo 11

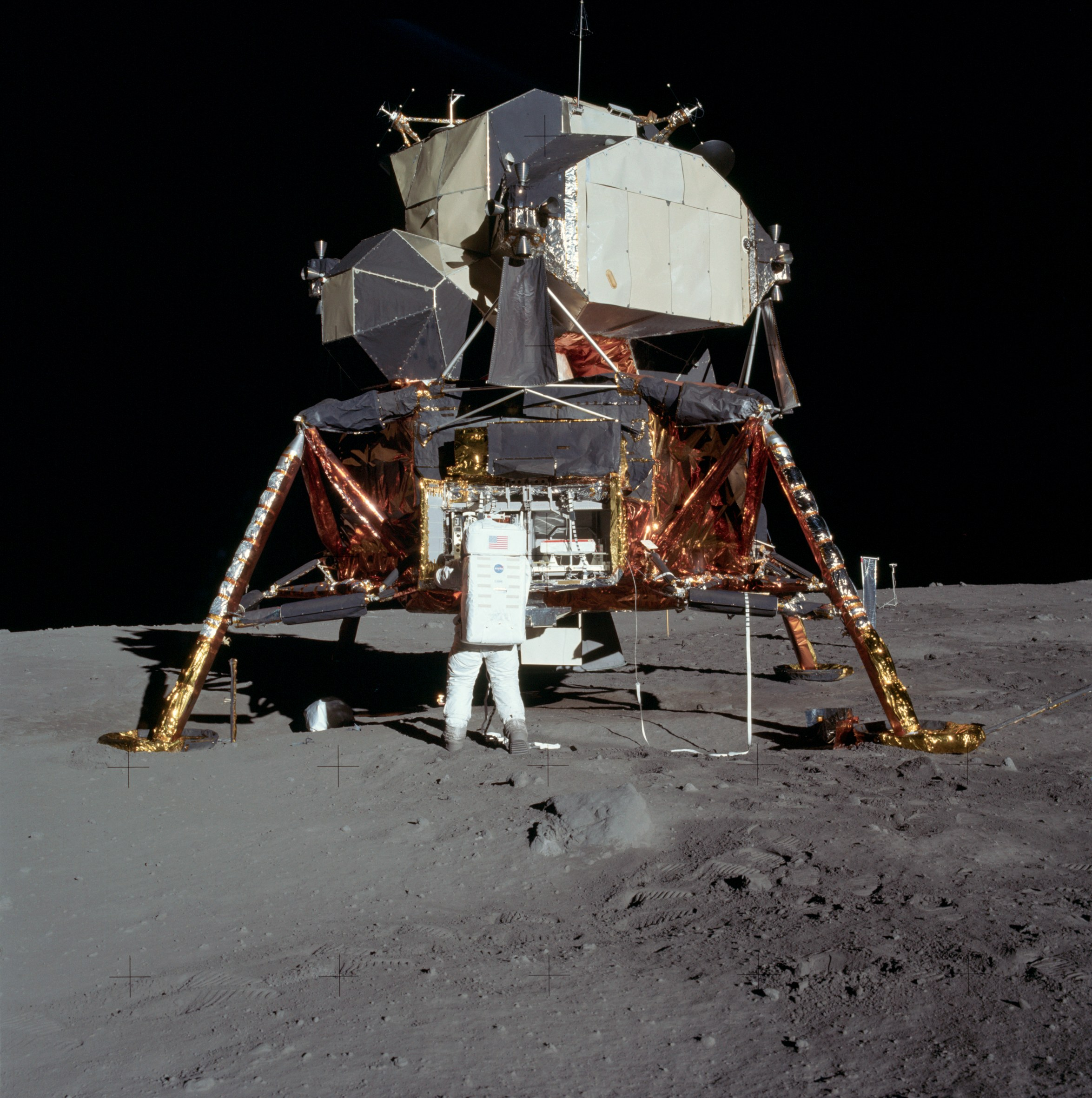
"Buzz" Aldrin ao lado do Módulo Lunar - Apollo 11

O terceiro projeto tripulado da Nasa foi o Projeto Apollo. Este projeto envolveu um fantástico esforço de US$ 20 bilhões, 20 mil companhias que desenvolveram/fabricaram componentes e peças, e 300 mil trabalhadores.
Seis missões Apollo pousaram na Lua (no total de doze astronautas que caminharam na Lua). As missões tripuladas do Projeto Apollo foram:
- Apollo 7 (Walter Schirra, Donn Eisele e Walter Cunningham) - decolagem em 11 de outubro de 1968 - primeira missão Apollo tripulada
- Apollo 8 (Frank Borman, James Lovell e William Anders) - dezembro de 1968 - orbitou a Lua na noite de Natal
- Apollo 9 (James McDivitt, David Scott e Russell Schweikart) - março de 1969 - testes do Módulo Lunar em órbita da Terra
- Apollo 10 (Tom Stafford, John Young e Eugene Cernan) - maio de 1969 - testes em órbita da Lua
- Apollo 11 (Neil Armstrong, Michael Collins e Edwin "Buzz" Aldrin) - decolagem em 16 de julho de 1969, pouso na Lua em 20 de julho de 1969, retorno a Terra em 24 de julho de 1969 - primeiros homens a caminhar na Lua

- Apollo 12 (Charles "Pete" Conrad, Richard Gordon e Alan Bean) - novembro de 1969 - recolheu partes da sonda "Surveyor 3"
- Apollo 13 (James Lovell, John Swigert e Fred Haise) - abril de 1970 - acidente grave impediu pouso na Lua
- Apollo 14 (Alan Shepard, Stuart Roosa e Edgar Mitchell) - fevereiro de 1971 - experimentos científicos

|  |

- Apollo 15 (David Scott, James Irwin e Alfred Worden) - julho de 1971 - uso do rover lunar
- Apollo 16 (John Young, Thomas Mattingly e Charles Duke) - abril de 1972 - ficou 3 dias na superfície da Lua

- Apollo 17 (Eugene Cernan, Ronald Evans e Harrison Schmitt) - dezembro de 1972 - último voo do projeto Apollo para a Lua

- Skylab II, III e IV - três missões que usaram a nave Apollo para trabalhar com a estação espacial Skylab
- Apollo-Soyuz ou Apollo 18 (Tom Stafford, Vance Brand e Donald "Deke" Slayton) - julho de 1975 - acoplou em órbita da Terra com a Soyuz 19 da URSS

Após a missão Apollo 18, a Nasa abandonou a nave Apollo para desenvolver um veículo reutilizável, chamado Ônibus Espacial (Space Shuttle), que entrou em operação em 1981.

## Ônibus Espacial

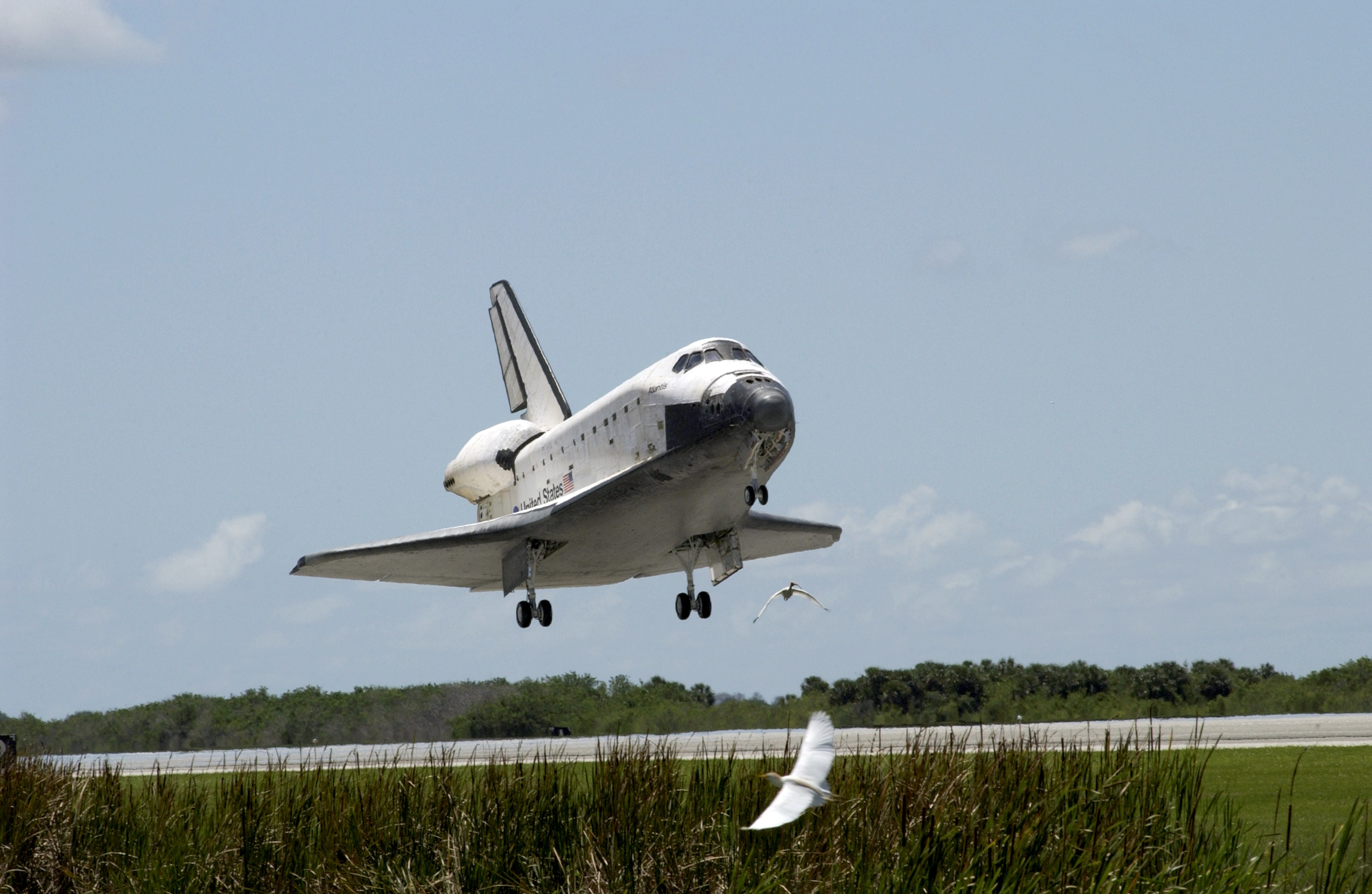
Ônibus Espacial Atlantis pousando

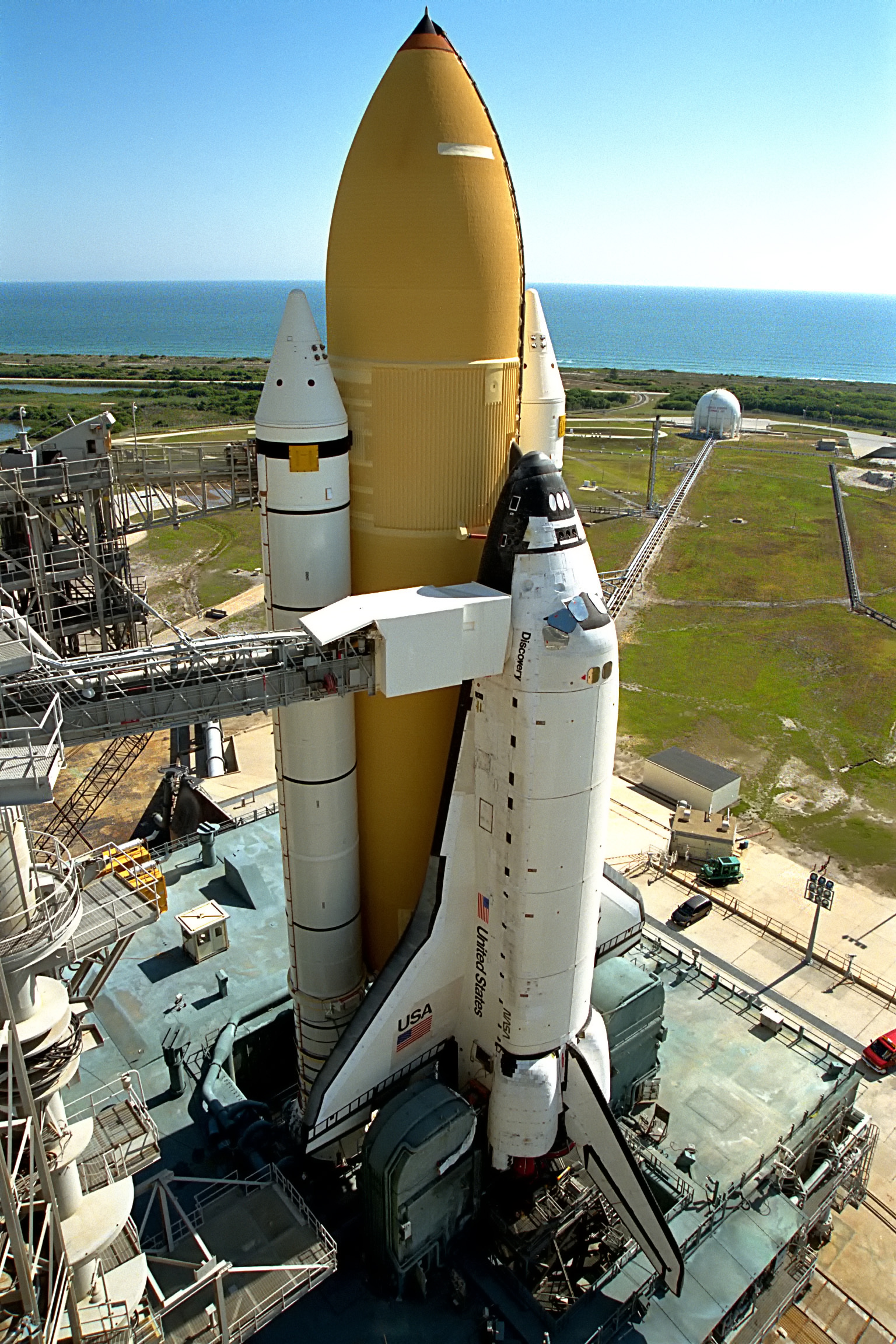
Ônibus Espacial Discovery na torre de lançamento

Após o bem sucedido Projeto Apollo, a Nasa aposentou a nave Apollo em detrimento de um veículo reutilizável, chamado Ônibus Espacial (Space Shuttle; em Portugal: Vaivém Espacial). O Ônibus Espacial voou a primeira vez em 1981 e serviu até recentemente as necessidades da NASA. Diversos acidentes, o mais recente deles com a nave Columbia, acabaram demonstrando a obsolescência do projeto. O veículo deverá ser substituído em breve por outro veículo reutilizável.
O projeto de construção de veículos espaciais reutilizáveis remonta de 1975, quando foram feitos os primeiros testes de um protótipo acoplado a um avião Boeing adaptado a testes de voo a grande altitude. O objetivo foi testar a aerodinâmica e a dirigibilidade do Ônibus Espacial.
Foram construídas cinco espaçonaves deste tipo, chamadas Columbia, Challenger, Discovery, Atlantis e Endeavour, que foram usadas em diversas missões no espaço. Destas apenas a Discovery, a Atlantis e a Endeavour ainda existem, já que as outras acabaram destruídas em acidentes que se tornaram tragédias da história da exploração espacial.
Ainda foram construídas mais duas naves, uma chamada Enterprise, usada apenas para testes de pouso, mas sem capacidade de entrar em órbita, e a outra chamada Pathfinder, um simulador usado para treinamento dos astronautas.
A mais conhecida tragédia envolvendo o Ônibus Espacial ocorreu em janeiro de 1986, em que um defeito nos tanques de combustível causou a explosão do Ônibus Espacial Challenger, matando todos os seus ocupantes, inclusive a professora Christa MacAulife, a primeira civil a participar de um voo espacial.(Logo na partida da nave Challenger, as fotografias e filmes em alta velocidade já indicavam a presença de uma fumaça negra, resultante de uma pequena explosão no tanque de combustível(elemento central cor laranja), esta ruptura expôs o hidrogênio líquido à atmosfera e em consequência da proximidade das chamas do foguete, este combustível logo entrou em combustão, abrindo caminho para desintegração do tanque e explosão de todo o conjunto.(Arq. Fernando Butinholle, Planetary Society Member 2011))
O Ônibus Espacial é constituído por três partes: o veículo reutilizável, um tanque externo (elemento central cor laranja) e dois foguetes propulsores de combustível sólido. O Ônibus Espacial é operado por motores traseiros e 44 mini-jatos de controle de órbita. A decolagem é feita pelos foguetes, e ele pousa como avião - porém apenas planando sem motores e a uma única oportunidade de aproximação, sem chances de arremeter; em uma pista de 7 quilômetros no Deserto, embora existam 2 pistas previstas em diferentes lugares dos U.S.A.
|  |

## Projeto Constellation

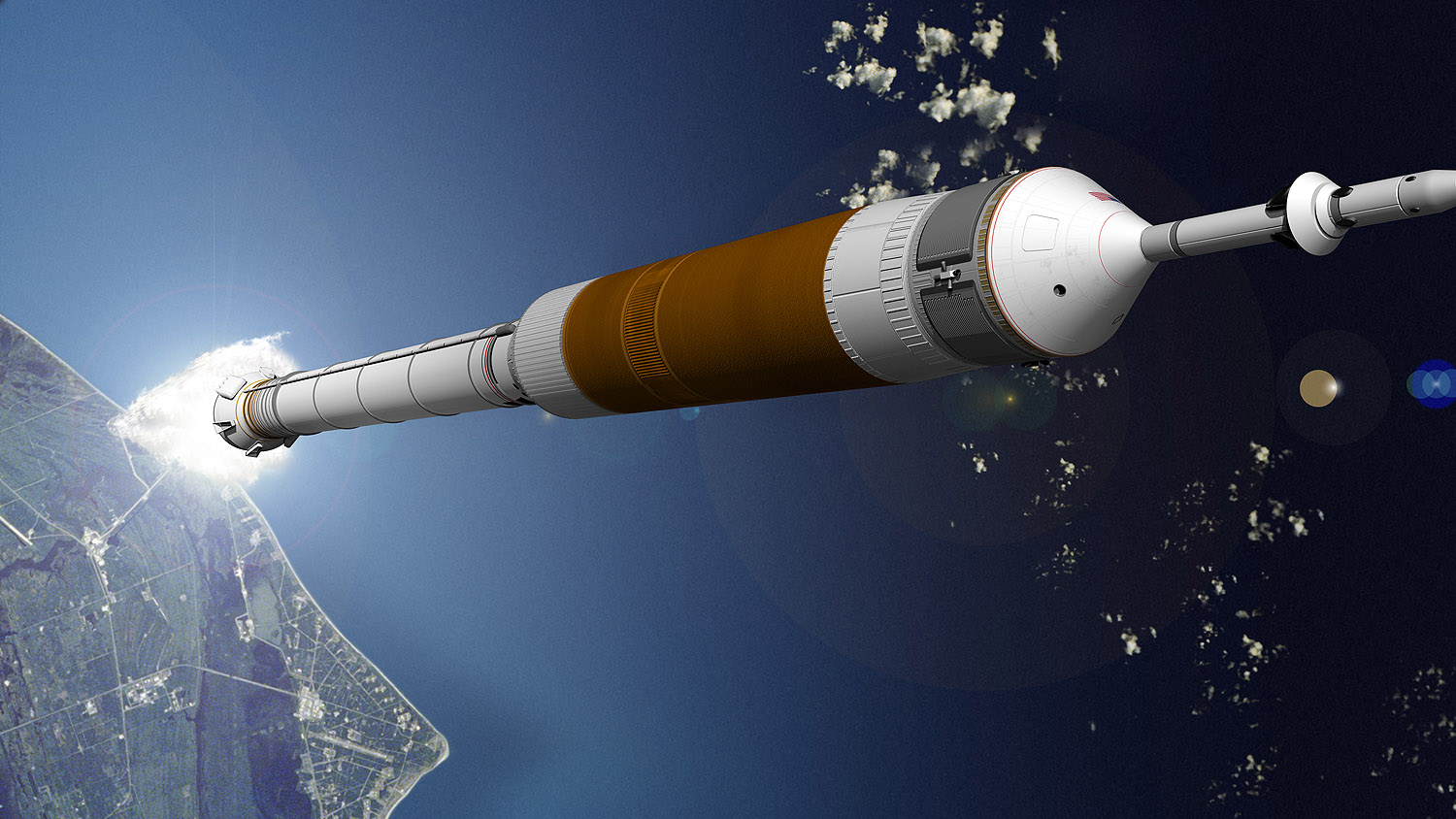
Desenho conceitual do foguete Ares I sendo lançado na atmosfera da Terra.

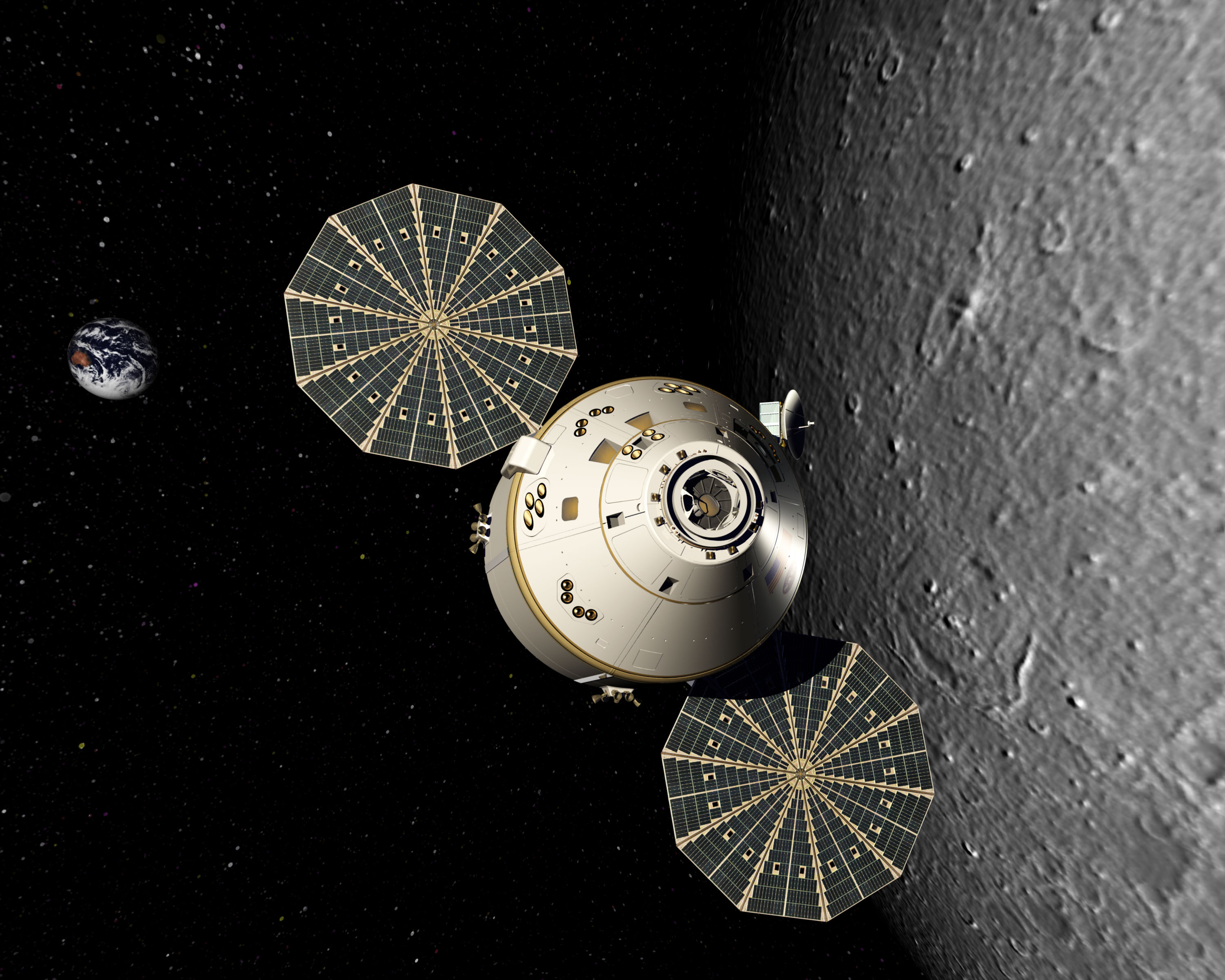
Concepção artística da espaçonave Orion em órbita lunar

O Projeto Constellation é o novo programa da NASA para criar uma nova geração de espaçonaves para voos tripulados e consiste de dois foguetes de lançamentos, Ares I e Ares V, uma cápsula para tripulantes, a Orion, um estágio de partida da Terra e o módulo lunar Altair. Essa espaçonave será capaz de realizar uma grande variedade de missões, desde ressuprir a Estação Espacial Internacional até fazer alunissagem.
A maior parte do Projeto Constellation utiliza equipamentos e sistemas baseados no conhecimento adquirido com o projeto do ônibus espacial. A dupla módulo de serviço e cápsula para tripulantes é fortemente influenciada pelo projeto Apollo e também usará motores derivados dos foguetes Saturn V e Delta IV. As missões previstas no projeto Constellation deverá incluir manobras de aproximação em órbita da Terra e da Lua.
Entre as principais novidades deste projeto destaca-se a capacidade da espaçonave Orion transportar 6 tripulante em missões em órbita da Terra e 4 tripulantes para uma missão na Lua ou Marte e o fato de que a Orion poderá ficar em órbita da Lua sem tripulantes durante a missão em solo.
Com esse projeto, a NASA pretende suportar a sua nova visão de exploração espacial que inclui como primeiro passo a volta da exploração humana da Lua (em 2020) através da instalação de bases com tripulação permanente, e posteriormente a realização das primeira viagens até Marte.
Os primeiros testes do projeto já estão em andamento e está previsto para 2009 um voo de teste do foguete Ares I com a cápsula Orion sem tripulantes. Também está previsto que a Orion entre em operação em 2011 tendo em vista que os ônibus espaciais serão retirados de operação em 2011.

## Principais sondas espaciais
Os EUA desenvolveram uma série de projetos de exploração espacial usando sondas de espaço profundo, além da já citada Mariner 2, podemos citar também as Pioneer 10 e 11 que pesquisaram Júpiter em 1973 e 1974, e em 1979 enviaram fotos de Saturno.
A Pioneer 10 foi o primeiro artefato humano a abandonar o sistema solar. Lançada em 3 de março de 1972, sobrevoou Júpiter a aproximadamente 131 000 km em 3 de dezembro de 1973. Depois, em 3 de dezembro de 1974, a Pioneer 11 também sobrevoou Júpiter a 46 000 km, seguindo rota depois para Saturno.
Também devemos lembrar das Voyager I e II que pesquisaram os planetas externos do sistema solar e abandonaram o sistema solar partindo para uma viagem sem volta em direção das estrelas. A Voyager II, lançada em 20 de agosto de 1977 passou a 286 000 km de Júpiter e a 101 000 km de Saturno. Em 24 de janeiro de 1986 ela passou a 82 000 km de Urano, o planeta mais distante da Terra a ser visitado por uma sonda espacial.
Em 1976 a Viking (EUA) pousou em Marte e coletou muitos dados do planeta, assim como enviou muitas fotografias de seu relevo.
Mais avançada, a Pathfinder dos EUA, pousou no solo de Marte em 1997, com um veículo robótico capaz de movimentar-se na superfície marciana e enviar fotos detalhadas de seu terreno.

## Exploração de Marte
Os EUA enviaram três missões de pesquisa ao planeta vermelho: Viking, Mars Pathfinder e Mars Global Surveyor.
As missões Viking enviaram duas naves gêmeas para Marte, as Viking 1 e Viking 2. A Viking 1 foi lançada em 20 de agosto de 1975 e chegou em Marte em 19 de junho de 1976. A Viking 2 foi lançada em 9 de setembro de 1975 e entrou em órbita de Marte em 7 de agosto de 1976. Ambas pousaram naves-filhas, os Landers, que tiraram fotos, tomaram amostras e efetuaram análises de solo em busca de vida marciana.
Às missões Viking seguiu-se a Pathfinder, que foi uma das mais bem sucedidas sondas da história da exploração espacial. A Pathfinder foi lançada ao espaço em 4 de dezembro de 1996. Ela possuía um robô chamado Sojourner, que permitia mobilidade nas observações da superfície marciana. O robô foi projetado para movimentar-se pela superfície de Marte e colher amostras, assim como fazer análises do solo.
As imagens da Pathfinder foram recebidas até setembro de 1997, quando as transmissões se interromperam por algum problema desconhecido.
A Mars Global Surveyor é uma nave da Nasa lançada em 7 de novembro de 1996, que chegou à órbita de Marte em 12 de setembro de 1997. Sua missão principal começou em março de 1999 e terminou em janeiro de 2001. A missão estendida começou imediatamente após em Fevereiro de 2001 e terminou em Dezembro de 2006. A Surveyor pousou dois veículos robóticos de controle remoto (rovers) na superfície de Marte, o Opportunity e o Spirit. Ambos obtiveram valiosas informações científicas do solo marciano.

## Projetos recentes

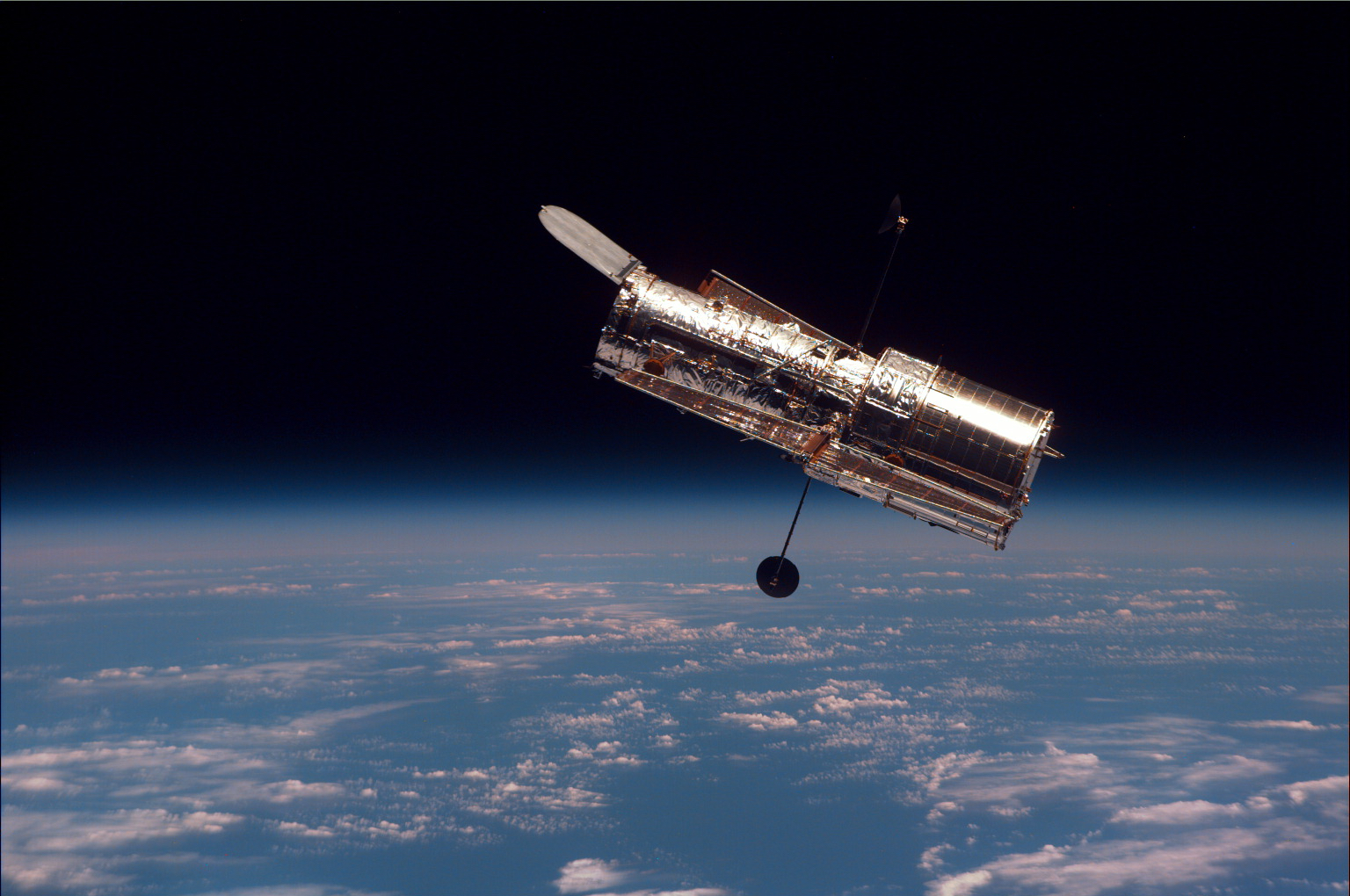
Telescópio espacial Hubble

Um dos grandes feitos recentes da Nasa foi o Telescópio Espacial Hubble, posto em órbita da Terra em 1990, e que captou as mais nítidas imagens do céu até então vistas, que estão permitindo descobrir as origens de nosso Universo.
A sonda Deep Space 1 foi lançada em 24 de outubro de 1998, testando diversas novas tecnologias espaciais. Sua missão foi bem sucedida em encontrar-se com o cometa Borrelly e enviar as melhores fotos de um cometa jamais obtidas. A nave deixou de funcionar em dezembro de 2001.
Ainda são dignas de menção as sondas Galileu, que descobriu vulcões em Io, e Cassini, lançada em 1997, que pesquisa Saturno.
Atualmente, os EUA também participam da construção da Estação Espacial Internacional junto com 16 outros países, inclusive a ex-rival Rússia.
A Nasa também vem trabalhando no projeto do avião espacial.